# 遠節駅
座標: 北緯46度42分33秒 東経141度52分32秒 / 北緯46.70917度 東経141.87556度
遠節駅（とおぶしえき）は、樺太本斗郡本斗町に存在した鉄道省樺太西線の駅。省営自動車本留線も当駅と連絡していた。

## 歴史
- 1920年（大正9年）10月11日：樺太庁鉄道西海岸線本斗駅 - 真岡駅間開通により開業[1]。
- 1935年（昭和10年）：樺太庁鉄道バスが本斗駅 - 当駅 - 留多加郡留多加町大豊まで開業し接続駅となる。後に留多加駅前まで延長される。
- 1943年（昭和18年）4月1日：南樺太の内地化により、鉄道省に移管。樺太庁鉄道バスは省営自動車本留線となる。
- 1945年（昭和20年）8月：ソ連軍が南樺太へ侵攻、占領し、駅も含め全線がソ連軍に接収される。
- 1946年（昭和21年）
  - 2月1日：日本の国有鉄道の駅としては、書類上廃止。
  - 4月1日：ソ連国鉄に編入。ロシア語駅名は「ロヴェツカヤ」。

## 駅名の由来
当駅の所在する地名からであり、地名はアイヌ語の「トプ・ウシ・イ」（浜辺に竹のある所）による。

## 運行状況
（1944年当時）
- 樺太西線
  - 上りは本斗駅行き5本が運行されていた。
  - 下りは野田駅行きと久春内駅行き各2本と北真岡駅行き1本が運行されていた。
- 省営自動車本留線
  - 本斗駅 - 当駅 - 留多加駅前間を1日3往復していた。

## 隣の駅
鉄道省樺太鉄道局
樺太西線
本斗駅 - 遠節駅 - （南阿幸駅） - 阿幸駅
- 南阿幸駅は1941年（昭和16年）12月1日休止後、1943年4月1日廃止。